# 웰터급 (종합격투기)
웰터급(Welterweight)은 단체에 따라 다양한 체중을 가리킨다.
- 로드 FC의 웰터급은 77 kg (170 lb) 이하의 체급이다.
- UFC의 웰터급은 70 ~ 77kg (156 ~ 170 lb)의 체급이다.[1]
- 원 챔피언십의 웰터급은 80 kg (176.4 lb) 이하의 체급이다.

## 설명
웰터급은 라이트급과 미들급 사이의 체급을 가리킨다. 체급 표준화로 인해 많은 미국의 종합격투기 웹사이트가 71 ~ 77kg(156 ~ 170 lb)을 웰터급이라 여긴다. 네바다주 체육 위원회가 정한 웰터급 체중 상한은 77 kg (170 lb)이다. 권투 · 킥복싱 · 무에타이 등 많은 다른 스포츠들이 웰터급을 67 kg (147 lb) 이하로 정의하는 것에 비교하면 종합격투기의 웰터급은 다른 스포츠에 비해서 무게 제한이 상당히 높은 편이다.

## 프로페셔널 챔피언

### 현 챔피언
2024년 3월 15일 기준 표입니다.
| 단체         | 벨트 획득일      | 챔피언        | 기록              | 방어 횟수 |
| ------------ | ---------------- | ------------- | ----------------- | --------- |
| UFC          | 2022년 8월 21일  | 리온 에드워즈 | 22-3-1 (7KO)      | 2         |
| 벨라토르 MMA | 2016년 11월 10일 | 더글라스 리마 | 29-6 (13KO 11SUB) | 1         |
| PFL          | 2016년 4월 2일   | 존 피치       | 30-7-1 (5KO 6SUB) | 1         |
| 원 챔피언십  | 2014년 8월 29일  | 벤 애스크렌   | 18-0 (5KO 5SUB)   | 3         |
| KSW          | 2017년 12월 23일 | 로베르토 솔딕 | 13-2 (11KO 1SUB)  | 0         |

## 참조
1. ↑  “Rules and Regulations”. 《UFC.com》 (영어). 2012년 2월 19일에 확인함.
2. ↑  “Nevada Revised Statutes: CHAPTER 467 - UNARMED COMBAT”. 《http://www.leg.state.nv.us》 (영어). 2012년 2월 19일에 확인함. |work=에 외부 링크가 있음 (도움말)